# Nubiolestes diotima
Nubiolestes diotima – gatunek ważki z rodziny Synlestidae; jedyny przedstawiciel rodzaju Nubiolestes. Wcześniej zaliczany był do rodziny Perilestidae. Zamieszkuje Afrykę Subsaharyjską – został odnotowany w Nigerii, Kamerunie i Gabonie.